# Innuendo (dal)
Az Innuendo az első dal a brit Queen együttes 1991-es Innuendo albumáról. A szerzője Roger Taylor és Freddie Mercury volt (bár az akkori szokás szerint már nem jelölték külön a szerzőséget). Hat és félperces hosszával egyike a leghosszabb Queen-daloknak. Angliában a Bohemian Rhapsody és az Under Pressure után a harmadik listavezető kislemezük lett, Amerikában fel sem került a Billboard Hot 100 listára (bár a Mainstream Rock listán a 17. helyet érte el). Tartalmaz egy Steve Howe (a Yes együttes gitárosa) által feljátszott gitárszólót, és egy opera-szerű közjátékot, amely az együttes korai stílusát idézi, és amely érdekes kontrasztban áll a dal hard rock stílusú alapjával.

## Története
A boleró-szerű alapozás May, Taylor és Deacon örömzenéléséből alakult ki, melyhez akkor Mercury írt pár dallamot és szöveget (a szöveget Taylor véglegesítette). Őket saját bevallásuk szerint a Led Zeppelin Kashmir című dala inspirálta.
May elmondása szerint mindannyian dolgoztak a dalon, külön kiemelte, hogy Mercury a szövegen, a klasszikus zenei hídon, Taylor a zenén és az elrendezésen, ő maga pedig a dal középső részében tett változtatásokat. 2002-ben Taylor azt mondta, hogy ő írta a szövegeket. Azt maga May is elismerte, hogy nagyrészt csapatmunka eredménye volt – kivétel volt Deacon, aki az albumfelvételek akkori szakaszában épp nem volt velük.
Mercury és Howe között többéves barátság volt, amióta a 70-es évek végétől gyakran összefutottak a Townhouse stúdióban. A Yes együttes 1978-ban nem sokkal azelőtt vett fel albumot a Montreux-i Mountain stúdióban, mielőtt a Queen megvette volna, és az Asia debütáló albumának Mike Stone (a Queen hangmérnöke) volt a producere.
Paul Sutin 1988-ban megjelentette a bemutatkozó albumát, és hozzáfogott a következő felvételéhez. Mivel az elsőn Howe basszusgitárosként és szólógitárosként játszott, Sutin felkérte őt a további közreműködéshez, amit Howe elvállalt. Elutazott a Genfi-tóhoz, hogy 1989-ben megejtsék a felvételeket. Egy szünet alkalmával Mountreux-be autózott, és ott megebédelt. Itt összefutott Martin Glovesszal (ő azelőtt a Yes-nek dolgozott, később a Queennek), aki elmondta neki, hogy az együttes épp a stúdióban dolgozik.
Dave Richards producer szerint amikor Howe bement a stúdióba, Mercury azonnal felismerte, és megkérte, hogy játsszon fel pár támogató gitárakkordot:
Steve történetesen benézett egy nap, hogy köszönjön nekem. A Yes együttessel mintegy tíz éve már dolgoztam együtt a Mountain stúdióban. Amint bedugta a fejét az ajtó, Freddie megismerte, és megkérte, játsszon el pár gitárakkordot. Mivel nem volt vele a sajátja, Brian egyik gitárját használta közvetlen kimenettel és hangszínellenőrzéssel.

Egy másik verzió szerint Brian May kérte meg erre (így emlékszik maga Howe is). Utóbbi egy 1991-es interjúban elismerte, hogy ő nem tudta volna eljátszani a flamenco szólót: 
Steve éppen csak arra járt Svájcban, amikor ott dolgoztunk, és benézett hozzánk. Egy kis spanyolgitár darabon dolgoztunk, ami a dal közepére kerülne. Nagyon jó ebben a fajta anyagban, ezért azonnal jó ötletnek tűnt, hogy ő játssza az anyagot, amit én nem tudtam volna.
Az 1992-es Freddie Mercury emlékkoncerten Brian May, John Deacon és Roger Taylor Robert Plant, a Led Zeppelin énekesének közreműködésével adták elő, és összemosták a Kashmir című Zeppelin dallal. Ennek ellenére a koncertet megörökítő DVD-ről lehagyták ezt az előadást, mégpedig Robert Plant kérésére, mert nem emlékezett jól a szövegekre, és nem énekelte a dalt helyesen.

## Dalszerkezet
Három jól elkülöníthető szakasza van a dalnak. Dobpörgéssel és Mercury alig hallható visszaszámlálásával vezet be. Pár ütem múlva elkezdődik a bolerószerű alap, amelyben disszonáns szintetizátorakkordok, basszusgitár és az ötödik ütemtől visszacsatolt gitárhangok adják az alapot. Ez a bolerószerű alap két versszakon keresztül, mintegy három percig tart, majd itt következik a flamencoszerű gitárszóló, amelyet Steve Howe játszott egy Gibson Chet Atkins elektromos gitárral. Ez átvezet a második szakaszba, ami egy operai ihletésű híd, amelyet nagyrészt Mercury komponált. Ez a szekció különösen összetett, a popzenében szokatlan poliritmikus elrendezése miatt, gyors egymásutánban 4/4, 6/4, 6/8, 3/4, 5/4-es ütemek követik egymást. A háttérben egy igen kifinomult, nagyzenekart imitáló hangzás hallható, melyet Mercury és David Richards producer az akkoriban nagyon népszerű Korg M1 munkaállomással érték el. Mikor ennek vége szakad, akkor következik a második szóló, amelyet már Brian May játszott, szintén a Gibsonnal.

## Dalszöveg
A dal alapjában véve a reményről szól: bár a világban vallás, bőrszín szerinti megkülönböztetés van, a vezetők őrület és kapzsiság által befolyásolva uralkodnak, az emberek babona és hamis vallások irányítása alatt élnek, még sincs veszve semmi, ha a „jó ösvényt” választják, és felszabadítják önmagukat: Az lehetsz amit akarsz/Csak állj rá arra, amiről úgy hiszed/Hogy a jövőd lehet/ Légy szabad a tempódban, légy szabad/Szabadítsd fel az egódat – légy szabad, légy szabad, hogy önmagad légy.
Több hasonlóság figyelhető meg a Kashmir című Led Zeppelin dallal, amely bevallottan inspirációt jelentett a megírásakor (Robert Plant szerint Mercury elmondta neki, hogy a szöveget a Led Zeppelin tiszteletére írták). Mindkét dal mintha egy spirituális utazás történetét mesélné el, allegorikus jelentést kapnak a nap, a sivatag, és a csillagok. A két dal bevezető mondatát figyelve is azonnal szembe ötlik a hasonlóság:
„While the sun hangs in the sky and the desert has sand” – Innuendo
„Oh let the sun beat down upon my face, stars to fill my dream” – Kashmir
Bár különböző állítások vannak róla, hogy ki milyen mértékben vett részt a szöveg megírásában, hasonlóan az album többi dalához, ezzel kapcsolatban is léteznek olyan feltételezések, hogy a szövegben Mercury rejtett utalásokat közölt az egészségi állapotáról, és AIDS betegségéről.

## Videóklip
A televíziós megjelenéshez egy nagyon bonyolult videóklipet hoztak létre, melyet stop-motion technológiával mozgatott gyurmabábok, és egy makett filmszínházban a borítótervre emlékeztető rajzfilmrészletek jellemeztek. Világos, kivehető felvételen az együttes tagjai nem jelennek meg, csak hasonló rajzolatokban: Mercury megjelenítése Leonardo da Vinci ceruzarajzait, May a viktoriánus korabeli rézkarcokat, Deacon Pablo Picasso munkáit, Taylor pedig Jackson Pollock festészetét idézi. A filmet a DoRo rendezőpáros készítette (mint az album összes kislemezéhez). Egy korai vázlata tartalmazott képsorokat az 1991-es Öbölháborúról is, ezért azt betiltották Amerikában, amíg ki nem vágták belőle.

## Feldolgozások
- A német Scanner speed metal együttes feldolgozása 1997-es Ball of the Damned albumukon jelent meg, és mindegy másfél perccel rövidebb lett az eredetinél.
- Az amerikai Queensrÿche progresszív metal együttes feldolgozta 2007-es Take Cover feldolgozásalbumán.

## Idézetek
Ez volt az egyik legjobb ötletünk. Bolerószerű ritmusa teszi az egészet nagyon különlegessé. Kicsit kockázatos is volt, mint kislemez, mert más, mint a többi. Az ember sokat nyerhet, de veszíthet is egy ilyen dallal.– Brian May
Lejátszották nekem az Innuendo című dalt és én azt mondtam: ez az, heavy metal flamingo! Aztán Brian így szólt: „Nézd, én azt szeretném, ha te játszanál a dalban!”. Erre én azt feleltem: ugye csak viccelsz, ez így nagyszerű, hagyjátok így. Erre ő azt mondta: „Nem, nem, nem, azt akarom, hogy te játssz rajta, azt akarom, hogy tényleg nagyon gyorsan játssz, és hogy jó sokat tépd a gitárt”. Szóval néhány óra alatt leteszteltem pár klasszikus, erős Gibsont, Chet Atkins kistestű gitárt és végül megtaláltam azt, amelyik segített megteremteni az egyensúlyt a húrok között, mert ő nem volt benne biztos hogyan alakítsa ki az egyensúlyt a hangerő és a különböző húrok között, és ez az, ami nagyon fontos azokon a gitárokon. Szóval nekiláttam pengetni, tettünk néhány próbát, változtattunk rajta egy kicsit, helyre tettünk néhány dolgot, aztán elmentünk megvacsorázni. Utána visszamentünk a stúdióba és a srácok azt mondták, hogy nekik ez nagyon-nagyon tetszik, erre én azt mondtam, hogy akkor rendben, maradjon így. Nagyon boldogan távoztam, hiszen olyan emberekkel dolgoztam együtt, akik szívós Queen tagok voltak. Nem sokkal később történt valami vicces: éppen kompon utaztam Hollandiába, és ezen az úton, – ami nagyon hosszú ideig, 5 óráig tart-, ott volt a Queen Fan club, éppen Rotterdamba tartottak egy Queen koncertre. Páran megpillantottak és odarohantak hozzám, hogy: „Te vagy Steve Howe! Te játszol az Innuendóban!” Erre mindannyian kijöttek a kabinjaikból és mind leültünk beszélgetni meg ilyesmi… és az emlékeim a Queenről mindig felkavaróak lesznek, mert ez egy nagyszerű csapat volt és tényleg nagyszerű, elképesztő volt része lenni ennek.–Steve Howe
A kezdő oldalon nagyképűnek, sivárnak és ihlettelennek hangzik vagy hat és fél perc.–Vox

## Érdekességek
- A szám nagy sikert aratott 1990 decemberében a Queen-rajongók éves összejövetelén. A klub titkára, Jacky Gunn így mesélt erről: „Mindenki mozdulatlanul, néma csendben hallgatta a dalt, utána egy pár másodperc döbbent csend következett, majd szinte szétverték a házat".[5]
- 1999-ben a Balantines whisky reklámfilmjében elhangzott a dal középső része.

## Közreműködők
- Ének: Freddie Mercury
- Háttérvokál: Freddie Mercury

Hangszerek:
- Roger Taylor: Ludwig dobfelszerelés, Ludwig üstdob
- John Deacon: Fender Precision Bass
- Brian May: Red Special, Gibson Chet Atkins akusztikus gitár (nylon)
- Freddie Mercury: Korg M1 szintetizátor
- Steve Howe: Gibson Chet Atkins akusztikus gitár (nylon)
- David Richards: Korg M1 szintetizátor

## Kiadás és helyezések
| Helyezések \| Év \| Ország \| Helyezés[6] \| \| ---- \| -------------------------------- \| ----------- \| \| 1991 \| Anglia \| 1 \| \| 1991 \| Billboard Mainstream Rock Tracks \| 17 \| \| 1991 \| Németország \| 5 \| \| 1991 \| Hollandia \| 4 \| \| 1991 \| Ausztrália \| 27 \| | 7": Parlophone QUEEN 16 (Anglia) 1. Innuendo – 6:30 2. Bijou – 3:35 12": Parlophone 12 QUEEN 16 (Anglia) / 5" CD: Parlophone CD QUEEN 16 (Anglia) 1. Innuendo (extended) – 6:42 2. Under Pressure – 4:02 3. Bijou – 3:35 |          |
| Év | Ország | Helyezés |
| 1991 | Anglia | 1        |
| 1991 | Billboard Mainstream Rock Tracks | 17       |
| 1991 | Németország | 5        |
| 1991 | Hollandia | 4        |
| 1991 | Ausztrália | 27       |